# لانچلوتو مالوچلو

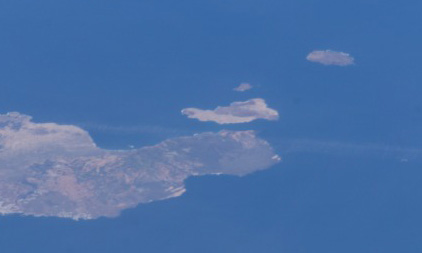
بخش شمالی لانزاروته و مجمع الجزایر چینیخو.

لانچلوتو مالوچلو (ایتالیایی: Lancelotto Malocello) (تلفظ ایتالیایی: [lantʃeˈlɔtto maloˈtʃɛllo]) (لاتین: Lanzarotus Marocelus; فرانسوی: Lancelot Maloisel‎) یک دریانورد ایتالیایی و شهروند جمهوری جنوا بود که نامش بر جزیره لانزاروته یکی از جزایر مجمع الجزایر قناری به یادگار باقی مانده است.لانچلوتو گونه ایتالیایی نام خاص لنسلات می‌باشد.

## تاریخ
لانچلوتو مالوچلو در سال ۱۲۷۰، در واراتزه (جمهوری جنوا)، استان ساوونای کنونی، به دنیا آمد. کشف مجدد جزایر قناری در سال ۱۳۱۲ به این دریانورد نسبت داده شده است. جزیره لانزاروته دراین مجمع الجزائر برای اولین بار در نقشه اروپایی تهیه شده توسط آنخلینو دولسرت (اسپانیایی: Angelino Dulcert‎) (اطلس دولسرت) در سال ۱۳۳۹ با نام (جزیره لانچلوتو مالوچلو)(اسپانیایی: Ínsula de Lançarote Mallucellus‎) ظاهر شد که این نام بعداً به لانزاروته خلاصه شد. نام بومی جزیره تیتروگاکا بود.
مالوچلو احتمالاً در جستجوی دریانوردان جنوایی، برادران واندینو و اوگولینو ویوالدی که در سال ۱۲۹۱ برای رسیدن به هندوستان به جزایر قناری رفته و از سرنوشت آنها اطلاعی در دست نیست، به آن جزایر سفر نموده باشد.مالوچلو در سال ۱۳۱۲ وارد جزیره شد و تقریباً دو دهه در آنجا ماند تا اینکه به علت خیرش بومیان گوانچه از جزیره اخراج شد. اطلاعات مربوط به این شورش اندک است، اما اقامت او در جزیره توسط منابع مختلفی روایت شده است، از جمله تواریخ فتح جزیره توسط نورمن‌ها به رهبری ژان دو بتنکور تقریباً یک قرن بعد، که بیان می‌کند که قلعه ساخته شده توسط مالوچلو هنوز هم در جزیره یافت می‌شود. قلعه مالوچلو در بالای تگیسه قرار داشت.
در زمان ورود مالوچلو، پادشاهی به نام زونزاماس بر این جزیره حکومت می‌کرد. ایکو، دخترش، و گوانارام، همسر او، جانشین زونزاماس شدند. پسر آنها گوادارفیا فرمانروایی بود که در طی سفر ژان دو بتنکور در سال ۱۴۰۲، از وی استقبال نمود.

## یادبود
برای جشن هفتمین سده کشف لانزاروته، در جزایر قناری توسط دریانورد ایتالیایی لانچلوتو مالوچلو، که در سال ۱۳۱۲ انجام شد، مروجین دو کمیته، یکی در اسپانیا و دیگری در ایتالیا تشکیل دادند. کمیته‌های مذکور از رویدادهای مختلفی در رم، واراتزه، بروکسل، استراسبورگ، مادرید و لانزاروته و سایر شهرها حمایت نمودند.
در سال ۲۰۱۲ لانزاروته هفتصدمین سالگرد کشف مجدد جزایر قناری توسط مالوچلو را با برگزاری تعدادی کنفرانس گرامی داشت. یکی از سخنرانان، آلفونسو لیکاتا بود که بر زمینه تاریخی سفر این دریانورد تمرکز داشت.
هیئتی متشکل از شهردار و ۱۶۲ نفر از ساکنان واراتزه (زادگاه مالوچلو) از لانزاروته بازدید نمودند. آنها با کشتی کروز کوستا دلیتسیوسا سفر کردند، که مسیری را بین ایتالیا و لانزاروته دنبال می‌کرد و که تقلیدی بود از مسیری که مالوچلو از آن به جزایر قناری سفر نموده بود.
برای بزرگداشت این رویداد، یک مدال یادبود ساخته شده است که توسط مدرسه مدال هنر و ضرابخانه دولت ضرب شده است و کتابی از آلفونسو لیکاتا با عنوان لانچلوتو مالوچلو، از ایتالیا تا قناری توسط وزارت دفاع  منتشر شده است. شورای شهر روم، در سال ۲۰۱۲، به درخواست کمیته سازماندهی، به مناسبت هفتصدمین سالگرد، یک پارک و فضای سبز عمومی را در منطقه اوستینسه، به این دریانورد برجسته اختصاص داد. به‌طور مشابه، شهر ساوونا، به نوبه خود، دوباره به درخواست کمیته سازماندهی در سال ۲۰۱۳ یک فضای سبز مجهز به زمین بازی در منطقه بندری را به مالوچلو اختصاص داد.
یک ناوشکن ایتالیایی به نام لانچلوتو مالوچلو به نام او نامگذاری شد. این کشتی جنگی در طی دوران جنگ داخلی اسپانیا و جنگ جهانی دوم عملیاتی بود.

## مستندات
- Acosta, José Juan; Félix Rodríguez Lorenzo; Carmelo L. Quintero Padrón (1988). Conquista y Colonización. Santa Cruz de Tenerife: Centro de la Cultura Popular Canaria. p. 23.